# Campionato Italiano Slalom 2019
Il Campionato Italiano Slalom (CIS) 2019 si è svolto tra il 28 aprile e il 6 ottobre 2019 in 8 gare distribuite in sette regioni diverse. Il titolo di campione italiano assoluto slalom è stato vinto per la sesta volta da Fabio Emanuele, mentre quelli di campione italiano e campione under 23 sono stati vinti, rispettivamente, da Benedetto Guarino e Michele Puglisi.

## Calendario e risultati
| Tappa | Data         | Slalom                          | Sede         | Vincitore          |
| ----- | ------------ | ------------------------------- | ------------ | ------------------ |
| 1     | 28 aprile    | Slalom Torregrotta-Roccavaldina | Torregrotta  | Fabio Emanuele     |
| 2     | 19 maggio    | Slalom Città di Campobasso      | Campobasso   | Fabio Emanuele     |
| 3     | 2 giugno     | Slalom dell'Agro Ericino        | Valderice    | Salvatore Venanzio |
| 4     | 30 giugno    | Slalom dei Trulli               | Monopoli     | Fabio Emanuele     |
| 5     | 21 luglio    | Slalom Città di Osilo           | Osilo        | Fabio Emanuele     |
| 6     | 8 settembre  | Maxi slalom di Roccadaspide     | Roccadaspide | Salvatore Venanzio |
| 7     | 22 settembre | Slalom dei Colli Euganei        | Este         | Andrea Grammatico  |
| 8     | 6 ottobre    | Slalom Monte Condrò             | Serrastretta | Fabio Emanuele     |

## Classifiche

### Classifica campionato italiano assoluto piloti
Sono 47 i piloti presenti nella classifica di cui si riportano le prime cinque posizioni.
| Pos | Pilota             | Vettura                   | Gruppo-Classe | TOR | CBS | AGE | MNP | OSL | ROC  | COE | CND  | Punti |
| --- | ------------------ | ------------------------- | ------------- | --- | --- | --- | --- | --- | ---- | --- | ---- | ----- |
| 1   | Fabio Emanuele     | Osella PA 9/90 Alfa Romeo | E2SC-E2SC2000 | 15  | 15  | (8) | 15  | 15  | (12) | 18  | 22,5 | 100,5 |
| 2   | Salvatore Venanzio | Radical SR4 Suzuki        | E2SC-E2SC1600 | 12  | 8   | 15  |     | 12  | 15   | 15  |      | 77    |
| 3   | Michele Puglisi    | Radical Prosport Suzuki   | E2SC-E2SC1600 | 3   | 10  | 4   | 12  |     |      |     | 18   | 47    |
| 4   | Luigi Vinaccia     | Osella PA 9/90 Honda      | E2SC-E2SC2000 | 5   | 6   |     |     |     | 10   |     | 15   | 36    |
| 5   | Saverio Miglionico | Radical SR4 Suzuki        | E2SC-E2SC1600 | 10  | 12  | 5   |     |     |      |     |      | 27    |

Tra parentesi i punteggi scartati.

### Classifica campionato italiano piloti
La graduatoria si compone di 489 piloti dei quali si riportano i primi dieci classificati.
| Pos | Pilota                  | Vettura                   | Gruppo-Classe    | TOR | TOR | CBS | CBS | AGE | AGE | MNP   | MNP | OSL   | OSL | ROC   | ROC | COE  | COE | CND  | CND | Punti |
| Pos | Pilota                  | Vettura                   | Gruppo-Classe    | Gr  | Cl  | Gr  | Cl  | Gr  | Cl  | Gr    | Cl  | Gr    | Cl  | Gr    | Cl  | Gr   | Cl  | Gr   | Cl  | Punti |
| --- | ----------------------- | ------------------------- | ---------------- | --- | --- | --- | --- | --- | --- | ----- | --- | ----- | --- | ----- | --- | ---- | --- | ---- | --- | ----- |
| 1   | Benedetto Guarino       | Peugeot 106 Rally         | N-N1600          | 4   | 4   | 5   | 6   | 5   | 6   | 5     | 6   | 4,5   | 4   |       |     | 7,5  | 9   |      |     | 66    |
| 2   | Ignazio Bonavires       | Peugeot 106 Rally         | N-N1600          | 4,5 | 6   | 4   | 3   | 4   | 3   | 4     | 3   | (4)   | (3) | (4)   | (3) | 6,75 | 6   | 7,5  | 9   | 60,75 |
| 3   | Domenico Gangemi        | Fiat 127                  | E1-E1 1400       | 2,5 | 4   | 4,5 | 5   | 4   | 6   | 5     | 2   | 5     | 5   | (2,5) | (4) |      |     | 7,5  | 7,5 | 58    |
| 4   | Paolo Battiato          | Peugeot 106 Rally         | A-A1600          | 4,5 | 6   | 2,5 | 6   | 2,5 | 5   | 2,5   | 3   |       |     | 4,5   | 4   |      |     | 3,75 | 6   | 50,25 |
| 5   | Marcello Bisogno        | Fiat 127                  | S-S4             | 5   | 5   | 5   | 4   |     |     | 2,5   | 3   | 5     | 4   | 2,5   | 2   |      |     | 3,75 | 4,5 | 46,25 |
| 6   | Fabio Emanuele          | Osella PA 9/90 Alfa Romeo | E2SC-E2SC2000    | 5   | 3   | 5   | 3   | 3,5 | 4   | (2,5) | (2) | (2,5) | (2) | 2     | 3   | 3    | 3   | 3,75 | 4,5 | 42,75 |
| 7   | Liberato De Gregorio    | Citroen Saxo Vts          | N-N1600          | 3,5 | 3   | 4,5 | 4   | 4,5 | 4   | 3,5   | 2   | 5     | 6   |       |     |      |     |      |     | 40    |
| 8   | Salvatore Venanzio      | Radical SR4 Suzuki        | E2SC-E2SC1600    | 4,5 | 6   | 3,5 | 3   | 5   | 6   |       |     |       |     | 2,5   | 4   | 2,25 | 3   |      |     | 39,75 |
| 9   | Roberto Alessio Vespoli | Peugeot 106 Rally         | RSPLUS-RS1.6PLUS |     |     | 2,5 | 3   |     |     | 2,5   | 6   |       |     | 2,5   | 2   | 3,75 | 4,5 | 3,75 | 7,5 | 38    |
| 10  | Giovanni Greco          | Fiat 500                  | VBC-BC700/5      | 2   | 4   | 2   | 4   | 2,5 | 4   | 2,5   | 6   |       |     | 2,5   | 6   |      |     |      |     | 35,5  |
| Pos | Pilota                  | Vettura                   | Gruppo-Classe    | Gr  | Cl  | Gr  | Cl  | Gr  | Cl  | Gr    | Cl  | Gr    | Cl  | Gr    | Cl  | Gr   | Cl  | Gr   | Cl  | Punti |
| Pos | Pilota                  | Vettura                   | Gruppo-Classe    | TOR | TOR | CBS | CBS | AGE | AGE | MNP   | MNP | OSL   | OSL | ROC   | ROC | COE  | COE | CND  | CND | Punti |

Tra parentesi i punteggi scartati.

### Classifica campionato piloti under 23
I primi tre piazzamenti, in una classifica composta da 37 piloti, sono:
| Pos | Pilota            | Vettura                 | Gruppo-Classe | TOR | CBS | AGE | MNP | OSL | ROC | COE | CND | Punti |
| --- | ----------------- | ----------------------- | ------------- | --- | --- | --- | --- | --- | --- | --- | --- | ----- |
| 1   | Michele Puglisi   | Radical Prosport Suzuki | E2SC-E2SC1600 | 2   | 4   | 3   | 3   |     |     |     | 6   | 18    |
| 2   | Enrico Oliva      | Fiat 500                | VBC-BC700/5   |     | 2   |     | 2   |     | 2   |     | 5   | 11    |
| 3   | Fabiano Di Cesare | Fiat 126-Suzuki         | E2SH-E2SH1150 |     | 5   |     | 2   |     | 3   |     |     | 10    |